# Gandi (Pibaoré)
Pour les articles homonymes, voir Gandi.
Ne doit pas être confondu avec Gandin.
Gandi est une localité située dans le département de Pibaoré de la province du Sanmatenga dans la région Centre-Nord au Burkina Faso.

## Histoire
Le 23 juin 2018, des pluies torrentielles ont dévasté le village faisant d'importants dégâts matériels, des blessés et une victime.

## Éducation et santé
Le centre de soins le plus proche de Gandi est le centre de santé et de promotion sociale (CSPS) de Pibaoré tandis que le centre hospitalier régional (CHR) se trouve à Kaya.
Le village possède une école primaire publique.